# Ils Fränzlis da Tschlin
Ils Fränzlis da Tschlin sind eine Volksmusikgruppe aus Tschlin im Unterengadin im Kanton Graubünden. Der Name bezieht sich auf den blinden jenischen Musiker Fränzli Waser (1858–1895), der mit einer Besetzung von Blas- und Streichinstrumenten einen besonderen Stil des schweizerischen Ländlers geprägt hatte.

## Geschichte
Ils Fränzlis da Tschlin wurden 1982 von Men Steiner und Domenic Janett gegründet. Die Musiker kopieren nicht den originalen Stil von Fränzli Waser, sondern bearbeiten bestehende Stücke und schreiben eigene Kompositionen, in denen auch Elemente des Jazz oder der Klassischen Musik aufgenommen werden. Italienische, wienerische, jenische und rätoromanische Einflüsse sind hörbar. Musikalischer Leiter der Fränzlis ist Domenic Janett, der seit 1974 auch bei den Engadiner Ländlerfründe mitspielt.
Anfangs traten die Fränzlis nur selten öffentlich auf. Nach 1996, als die erste CD „Pariampampam“ erschien, folgten regelmässige öffentliche Auftritte im In- und Ausland. Im Jahr 2000 erschien über die und mit den Fränzlis der Film Increschantüm (Heimweh) von Stefan Haupt; der erste bündnerromanische Dokumentarfilm, der wochenlang in den Kinos der Deutschschweiz lief.

## Aktivitäten

### Musikwerkstatt
Jeden Sommer wird in einer Musikwerkstatt in Tschlin mit zusammen mit interessierten Musikern das freie und spontane Spiel der Volksmusik des Unterengadins ausprobiert und geübt. Jeden Tag wird in einem kleinen Platzkonzert das Gelernte der Öffentlichkeit präsentiert. 

## Besetzung
Ils Fränzlis da Tschlin bestehen heute (2015) aus Domenic Janett  (Klarinette), Curdin Janett (Kontrabass), Cristina Janett (Cello), Madlaina Janett (Viola) und Anna Staschia Janett (Violine).

## Diskografie
- Pariampampam, 1996
- In viadi, 2000
- Ballada, 2005
- Fränzli live: Da La Turnhalla A La Tonhalla, 2008

## Film
- Stefan Haupt: Increschantüm. Dokumentarfilm. Fontanta Film und Televisiun Rumantscha, Schweiz, 2001.[2]